# Christian Ritella
Christian Alexander Ritella, född 30 juli 1972 i Solna, är en svensk ultradistanslöpare och har flera gånger sprungit för svenska landslaget på internationella mästerskap på 24-timmarslöpning och 100 km. Han har vid flertal tillfällen presterat bra på flerdagarslopp. Blandannat vinnare av Trans Sweden 545 km och Gotland Run 511 km.
Christian har sprungit ultralopp sedan 2002 och har ett snitt på 100 km / vecka sedan 2000.
Ritella tävlar för Team Ultrasweden LK.